# Schwabacher
Con el término Schwabacher, “oriundo de Schwabach” (pronunciado [ʃvaːˌbaxɐ]) se hace referencia a una tipografía negra específica que evolucionó a partir de la Textura, tipografía que quedó influida por el diseño de tipo humanista que se desarrolló en Italia en el siglo  XV. La composición de Schwabacher fue la tipografía más común en Alemania, hasta que fue reemplazada por la tipografía conocida como Fraktur, sobre todo a partir de mediados del siglo XVI.

## Historia
Durante el siglo XII, con la evolución que se produjo en los documentos, la escritura carolingia es desplazada por la gótica. Más tarde, al desarrollarse el Renacimiento, la escritura carolingia fue considerada por los humanistas del principio de este movimiento como los romanos originales y pasaron a  modelar su letra renacentista sobre la carolingia, pasando esta nueva tipografía a los impresores de libros de siglo XV, entre otros Aldus Manutius de Venecia. Es así como la minúscula carolingia se convirtió en la base de las tipografías modernas.
Esta evolución de la tipografía está totalmente unida a la evolución del libro en la Edad Media, en la que pasó de ser considerado casi exclusivamente como un objeto sagrado (durante la Alta Edad Media), a ser considerado como una materia de trabajo para los estudiantes de las escuelas y universidades (durante la Baja Edad Media), lo cual dio origen a numerosas librerías y bibliotecas. Surge una demanda creciente e imparable de libros, lo cual hace que se establezcan, junto a los talleres de copias ya existentes, talleres similares para seglares en los centros universitarios. Estos escritores o copistas eran verdaderos calígrafos que, al producirse evoluciones en los soportes empleados para su trabajo, llevaron a cabo modificaciones en el tipo de letra empleada, pasando a ser un tanto más comprimida que la Carolingia, llamándose a este nuevo tipo letra gótica (por su forma estilizada, aguda y calada que evoca los arcos y bóvedas ojivales de las construcciones góticas de la época), pese a que algunos tratadistas también la llaman como "escolástica" o "monacal".
La letra gótica fue característica del centro de Europa y se continuó usando hasta el siglo XX. De hecho es el carácter tipográfico característico del inventor de la imprenta, Johannes Gutenberg, quien colaboró en la extensión del uso de esta tipografía por todo Occidente y la convirtió en la más característica y propia de Alemania.
La tipografía gótica se divide en diversos tipos específicos como son:
- Textualis
- Rotunda
- Schwabacher[3]

- Fraktur

Con este tipo de letra se escribieron famosos libros como la Biblia alemana de Martín Lutero  y el Apocalipsis de Alberto Durero en el año 1498.
Pero alrededor de principios del siglo XVI fue poco a poco perdiendo importancia frente a otra de las versiones de la letra gótica, la conocida como Fraktur, que poseía mayor expresividad.

## Características
La versión de la letra gótica conocida como Schwabacher, que en Francia se la llama “lettre bâtarde”, se empezó a usar en Alemania y Suiza aproximadamente en 1480. El nombre no está claro de dónde procede, aunque algunos expertos consideran que hace referencia a un grabador de la villa de Schwabach, que al trabajar fuera de su lugar de nacimiento, tenía como sobrenombre el de este lugar.
Este tipo de letra es una combinación de características de la letra gótica Textura y de la Rotunda, por lo que se la considera una letra híbrida, pero además en ella se ven claramente las influencias renacentistas. Como características propias podemos señalar:
- Las letras minúsculas son relativamente amplias, presentan dobles ángulos, pese a la existencia de una gran cantidad de elementos redondeados.
- Pueden destacarse las letras “a”, que regresa a un estadio anterior; la letra “d”, que presenta la parte inferior puntiaguda; y la letra “o”, que es puntiaguda tanto en la parte superior como en la inferior.
- Las mayúsculas son muy amplias, simples y presentan muchos más elementos redondeados.

- Otra característica de este tipo de letra es el superíndice “e”, usado para el diseño de umlauts.[4]

- Para las abreviaturas se usan guiones y tildes.[4]

El tipógrafo Fritz Helmuth Ehmcke realizó variaciones de este tipo de letra, las conocidas como:
- Ehmcke Schwabacher (1914 D. Stempel AG)
- Ehmcke Schwabacher halbfett (1915 D. Stempel AG)